# Distretto di Inhassunge
Il distretto di Inhassunge è un distretto del Mozambico, facente parte della Provincia di Zambezia.